# 한나 말름

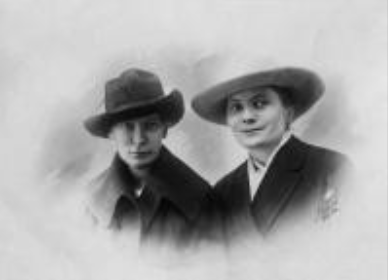

안나 요한나 "한나" 말름(핀란드어: Anna Johanna "Hanna" Malm: 1887년 ~ 1938년 8월 8일)은 핀란드의 정치인이다. 핀란드 내전 당시 핀란드 인민대표단에서 내무서기를 맡았고 소비에트 러시아로 도피한 뒤 1920년대 핀란드 공산당(SKP)에서 주도적 위치에 있었다. SKP에서 가장 유명한 여성 정치인이다.
헬싱키의 노동계급 가정에서 태어났다. 1900년대 초에 핀란드 사회민주당에서 정치 활동을 시작했다. 1909년 사민당 피에타사리 시당 서기로 선출되어 전업 정치인이 되었다. 또한 말름은 사회민주여성동맹, 청소년단체, 노동조합, 체육 및 문화기구에서도 활동했다.
핀란드 내전 당시 적핀란드 측의 내각인 핀란드 인민대표단에서 내무서기를 맡아 내무대표 에로 하팔라이넨을 보좌했다. 탐페레 전투로 백군이 탐페레를 함락시켰을 당시 말름은 탐페레 시내에 있었으나 지하로 숨어들어 스웨덴으로 도피하는 데 성공했다. 말름은 카우파토리(오늘날의 케스쿠스토리)에서 적군이 테러리즘적 방법론을 도입해야 한다는 내용의 연설을 했다.
스톡홀름으로 도피한 뒤 말름은 1918년 12월 SKP에 입당했고, 핀란드로 귀국하여 SKP의 지하 운동을 조직했다. 말름은 "무테리"(Mutteri)라는 가명으로 핀란드 사회주의 노동자당 당보에 글을 기고하면서 노동자들에게 생산수단을 장악하기 위해 소비에트의 도움을 받으라고 독려했다. 말름의 활동은 "무테리주의"(mutterismina, mutterism)라는 경향을 만들어냈다. 무테리주의라는 말은 주로 극좌를 가리키는 부정적인 말로 사용되었다.
1921년, 말름은 SKP 중앙위원회 위원으로 뽑혔고 1922년 러시아로 완전 이주하게 되었다. 말름은 모스크바의 룩스 호텔에서 다른 나라 출신의 공산주의 이민자들과 함께 어울려 살았다.
1930년대 초, 말름은 다른 핀란드 공산당 당원들과 분쟁을 겪기 시작했다. 1929년 말름이 작성한 핀란드 공산주의자들과의 접선 내용이 상세하게 담긴 메모가 스웨덴 경찰에게 발견되어 핀란드 형사중앙경찰로 넘어간 사건이 시작이었다. 말름과 그 애인 쿨레르보 만네르는 오토 빌레 쿠시넨 및 위리외 시롤라가 이끄는 노선에게 계속 공격받아 수세에 몰렸다. 1930년 말름은 SKP 당대회에서 1921년에 당내 우익 조직을 형성하려 했다고 고발되었고 중앙위원회에서 쫓겨났다. 말름은 모스크바의 국제 레닌 학교에서 노동조합론을 가르쳤으나 생활에 불만족스러워했다.
말름은 언제나 선두에 서서 행동했고, 때문에 적이 많았다. 1932년, 말름은 네우보스토나이넨 지 주필 륄리 라투케를 공격했다가 역풍으로 거센 비판을 받았다. 말름은 "룩셈부르크식 자발주의자"로 고발당했다. 1932년 11월, 말름은 우흐투아로 쫓겨났다. 말름은 거기서 자기 주장의 증거를 수집하며 "적색 우흐투아" 잡지에 한동안 기고했다. 그러나 곧 말름은 우흐투아 시당에서도 배제되었다. 1932년-1933년 말름은 만네르와 함께 "일천 동지들에게 고함"이라는 선집을 발간했다.
마침내 1933년 말름은 SKP 및 소련 공산당에서 제명되었다. 말름은 모스크바로 돌아왔으나 1935년 3월 14일 NKVD에게 체포되었다. 1935년 11월, 소련 최고 군사법정은 말름에게 유죄를 선고했다. 소련 비밀경찰 고보서에 따르면 말름은 1938년 솔로베츠키 수도원 굴라크의 호수에 빠져 익사했다. 자살의 가능성도 있다. 말름의 애인이며 한때 SKP 주석이었던 만네르도 다음해 겨울에 우흐타-페초라 굴라크의 라듐 광산에서 방사능 피폭으로 죽었다.

## 참고 자료
- Matti Lackman: Kullervo Manner – kumouksellisen muotokuva, s. 203–204. Somero: Amanita, 2017. ISBN 978-952-5330-84-7.
- Jukka Paastela: Finnish Communism under Soviet Totalitarianism. Aleksanteri Institute, 2003. ISBN 952-10-0755-9. Kikimora publications. Series B ; 27 ISSN 1455-4828